# François Cann
Pour les articles homonymes, voir Cann.
François Robert Cann, né le 13 juin 1932 au Mans, est un officier général français. 
Il termine sa carrière en 1992 comme chef de la mission de liaison de l'OTAN.

## Biographie
François Robert Cann est le fils d'André Cann, résistant pendant la Seconde Guerre mondiale.
Embrassant la carrière militaire, il intègre la promotion 1954 de l’École spéciale militaire de Saint-Cyr.
À l'issue de sa formation, jeune sous-lieutenant, il rejoint l'École d'application d'infanterie à Saint-Maixent.
Ensuite, il prend part à la guerre d'Algérie en étant affecté en 1955 au 2e RPC du colonel Chateau-Jobert à Constantine (Algérie), peu de temps après la réactivation du régiment, basé au préalable à Marrakech (Maroc) lorsqu'il était encore le 2e BPC.
En 1956, il rejoint le 3e RPC commandé par le lieutenant-colonel Marcel Bigeard (Bône puis Sidi Ferruch, Algérie).
En 1958, François Cann rejoint la Compagnie autonome de parachutistes d'infanterie de Marine, commandée par le capitaine Darche à Brazzaville (Congo).
Mais l'attrait du 3 le fait retourner en 1961 à Sidi Ferruch où il rejoint le colonel Guy Le Borgne, dont il dira qu'il a été l'un des trois chefs exceptionnels qu'il a connus dans toute sa carrière, avec Marcel Bigeard et Paul Lardry.
La complicité avec le colonel Le Borgne fut telle que, lorsque celui-ci quitta le 3e RPC pour prendre le commandement de l'ETAP à Pau en 1963, François Cann y demanda instantanément sa mutation.
En 1965 il va suivre les cours de l'École d'état-major à Paris, puis est envoyé en 1966 à l'Académie royale du Cambodge à Phnom Penh comme instructeur de l'armée cambodgienne.
Après un passage en 1968 à Section technique de l'Armée de terre à Paris, il part suivre les cours de l'École de guerre à Kingston (Ontario, Canada), puis à l'École supérieure de guerre de Paris en 1971.
L'année 1973 le voit faire un premier séjour au 8e RPIMa à Castres comme commandant du Bureau Organisation et Instruction (BOI), où il "insuffle l'esprit Bigeard" sans se douter qu'il y reviendrait quatre ans plus tard comme patron.
En 1975, François Cann rejoint le 1er Corps d'armée de la 6e RM à Nancy puis à Metz. 
1977 est l'année du grand retour à Castres comme chef de corps du 8e RPIMa. "Au 8 j'ai insufflé l'esprit du 3" dira-t-il.
1981 le voit chef d'État-major de la 11e DP auprès du général Jacques Lemaire à Toulouse, puis stagiaire à l'IHEDN (Paris)
François Cann est nommé général de brigade[Quand ?].
En 1983, il est envoyé à Beyrouth (Liban) avec le 3e RPIMa lors de l'attentat du Drakkar, puis commande le groupement aéroporté à Toulouse en 1985.
En 1987, il est nommé commandant du gouvernement militaire français et du secteur français de Berlin au moment de la chute du Mur, puis en 1990, général de corps d'armée, il est envoyé à l'OTAN comme représentant du général Maurice Schmitt (alors CEMA) à Mons (Belgique).
François Cann termine son service actif le 20 juin 1992.
Depuis 1993, il est Président de l'Amicale des Anciens du 8e RPIMa.

## Décorations
- Grand-croix de la Légion d'honneur[4]
- Officier de l'ordre national du Mérite[5]
- Croix de la Valeur militaire (plusieurs citations)[5]
- Croix du combattant[5]
- Médaille de l'Aéronautique[5]
- Médaille d'Outre-Mer[5]
- Médaille commémorative des opérations de sécurité et de maintien de l'ordre[5]
- Insigne des blessés civils[5]
- Médaille de la jeunesse, des sports et de l'engagement associatif, échelon bronze[5]
- Plusieurs décorations étrangères